# آثار معماری صخره‌ای تنگ ماغر
آثار معماری صخره‌ای تنگ ماغر مربوط به دوره ساسانیان است و در شهرستان بهمئی، ۲۰ کیلومتری شمال بخش بهمئی واقع شده و این اثر در تاریخ ۲ آبان ۱۳۸۲ با شمارهٔ ثبت ۱۰۵۷۸ به‌عنوان یکی از آثار ملی ایران به ثبت رسیده است.